# Castell d'Enfesta
El castell d'Enfesta està situat al nucli homònim, al municipi de la Molsosa (Solsonès) i ha estat declarat bé cultural d'interès nacional.

## Història
Les primeres notícies documentals són del 1081, tot i que va patir modificacions als segles xiv-xv). Era la residència dels senyors d'Enfesta, castlans que administraven el lloc en nom dels vescomtes de Cardona.
El 1539, Àngela de Peralta-Camporrells i de Sescomes, senyora d'Enfesta i de Bellveí i baronessa de Castellet, es va casar amb Jaume d'Aguilar, òlim de Dusai. L'hereu fou el fill segon del matrimoni, Jaume Onofre d'Aguilar i de Peralta-Camporrells, que el 1566 es va casar amb Marianna de Caçador i de Caçador. El 1595, el seu fill Francesc d'Aguilar i de Caçador es va casar amb Maria d'Icard i de Carcassona, filla de Lluís d'Icard i d'Agustí, senyor de Torredembarra i batlle general de Catalunya i de Dionísia de Carcassona. Francesc va morir el 1612 a Vilafranca del Penedès, deixant com a hereva la seva filla Dionísia d'Aguilar i d'Icart, que el 1616 es va casar amb el seu cosí germà Cristòfol d'Icard i de Queralt, senyor de Vespella. Dionísia va morir el 1626, i el 1632, després d'una sentència de la Reial Audiència, el seu vidu Cristòfol va signar una concòrdia amb Josep d'Aguilar-Caçador i de Sorribes per la qual li va cedir el castell d'Enfesta i la quadra de Mantellí, posant així fi als litigis entre les dues branques dels Aguilar.
L'hereu Joan Baptista d'Aguilar-Caçador i Brossa es va casar amb Agnès d'Oluja i de Cordelles, i va morir el 1658 a la Torre Pallaresa, deixant dos fills menors d'edat: Josep i Agustí d'Aguilar-Caçador i d'Oluja. El 1678, Josep es va casar amb Francesca de Montfar i Vilosa, senyora de Castellet de Cornet, i el 1690, després d'un llarg litigi, fou declarat hereu. Destacat austriacista, el 1715 fou nomenat marquès d'Aguilar de Vilaür per l'arxiduc Carles.
El castell seria heretat per la seva filla Maria d'Aguilar i de Montfar, que es va casar amb Josep de Copons-Calders i de Vilafranca, baró de Segur. El 1745, ja vídua, Maria d'Aguilar i el seu fill Ramon de Copons i d'Aguilar vengueren el castell i el lloc d'Enfesta, incloent-hi el seu molí fariner, al comerciant i flequer de Barcelona Oleguer Guitart i Gorch, que es convertí així en senyor jurisdiccional d'aquest lloc i de la quadra de Mantellí.
L'església de Santa Maria va ser la parroquial del poble fins al 1975, quan el seu mal estat va aconsellar de suspendre-hi el culte. Des del 2009, el castell és propietat de la família Ben-Aicha, que n'ha dut a terme la restauració.

## Edifici
Està situat al cim d'un turó i consta de planta baixa, un pis i golfes amb teulada a una vessant i el carener paral·lel a la façana principal.
La façana té una llargada d'uns 15 m i està orientada a l'oest. A la planta baixa s'obren dos portals d'arc de mig punt adovellats; el més ample i alt està centrat en la façana, mentre que l'altre queda a l'esquerra i a la clau té un relleu d'una creu emmarcada en dos cercles concèntrics. Al primer pis s'obren tres finestres de llinda i la central, més gran que les laterals, està emmarcada per motllures i la decora un guardapols. A les golfes s'obren finestres de petites dimensions. A la teulada hi ha un campanar d'espadanya d'un sol ull. La part de darrere està enrunada. Per tal de que no s'esfondrés completament s'ha reforçat l'obra mitjançant bigues de ferro que el subjecten.
Dins del recinte hi ha l'església de Santa Maria, d'estil romànic i gòtic primitiu, amb volta de pedra. Va servir com a parròquia del poble fins al 1975, quan l'estat ruïnós va aconsellar de suspendre-hi el culte.

## Galeria d'imatges

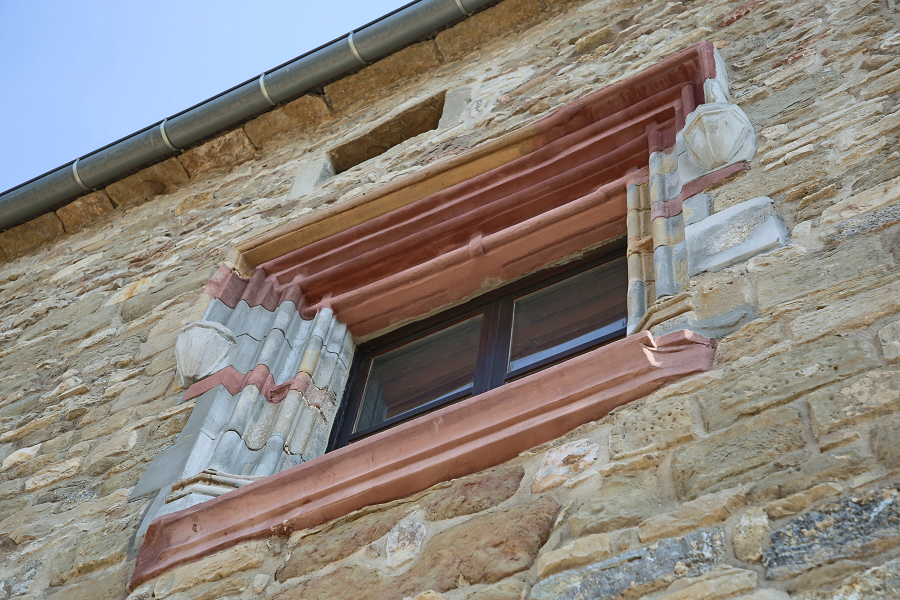
Finestral principal d'estil gòtic restaurat (2018)
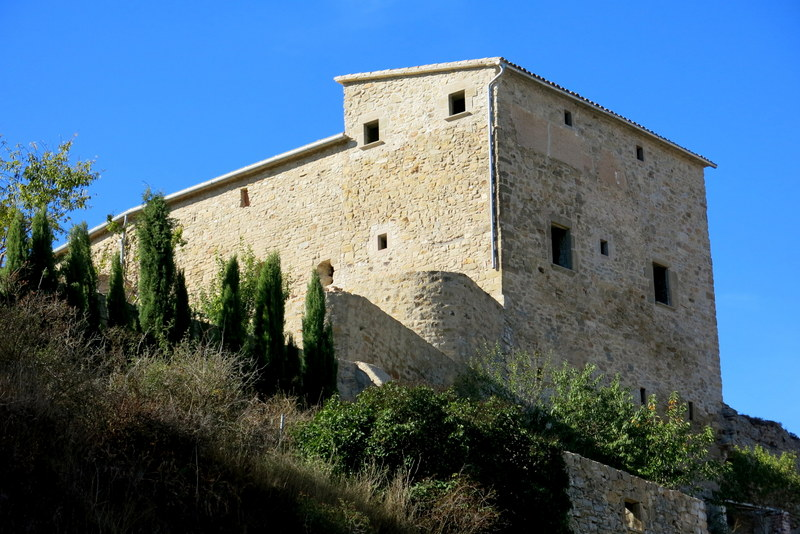
El castell restaurat (2016)
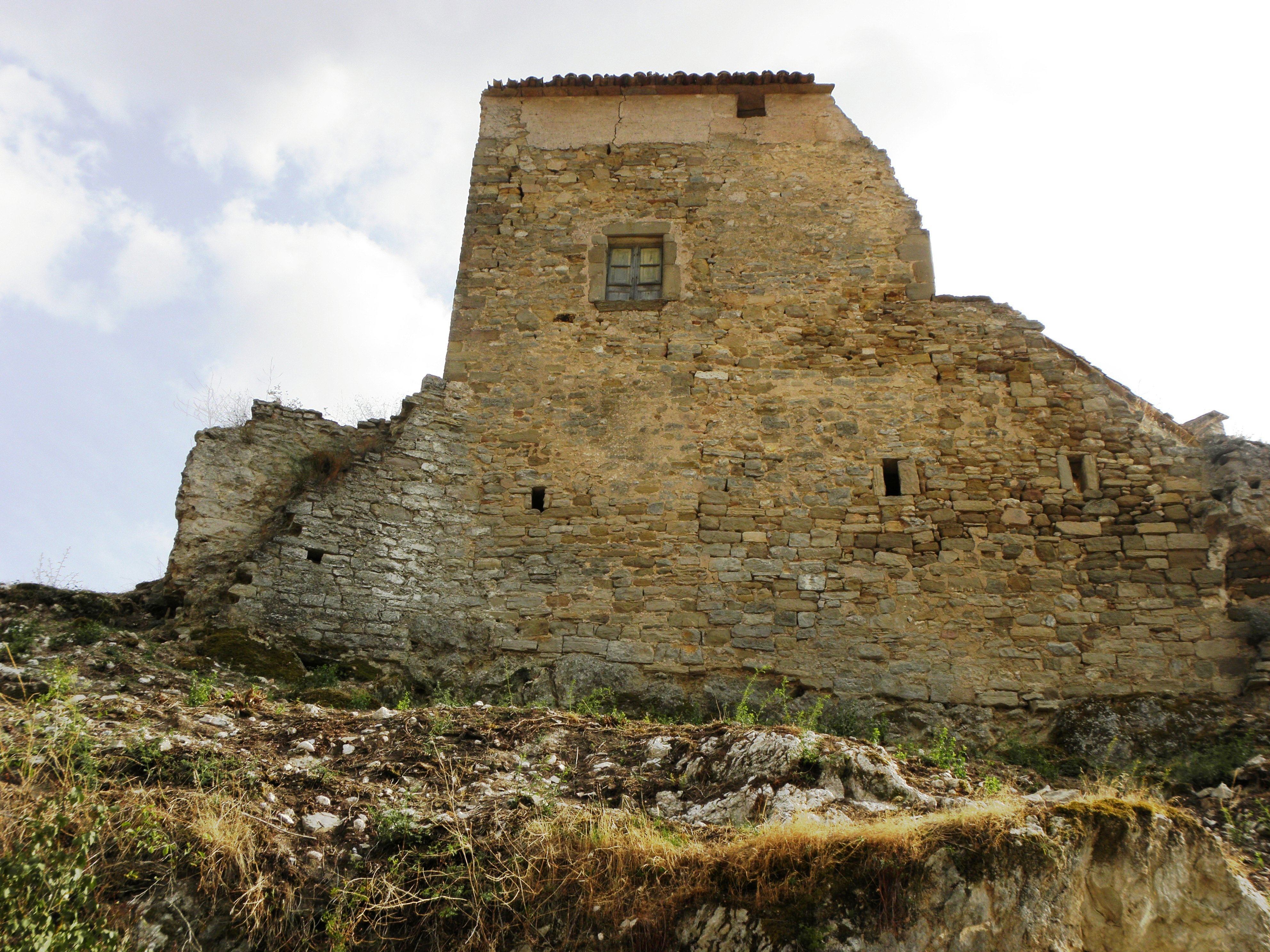
La façana nord abans de la restauració
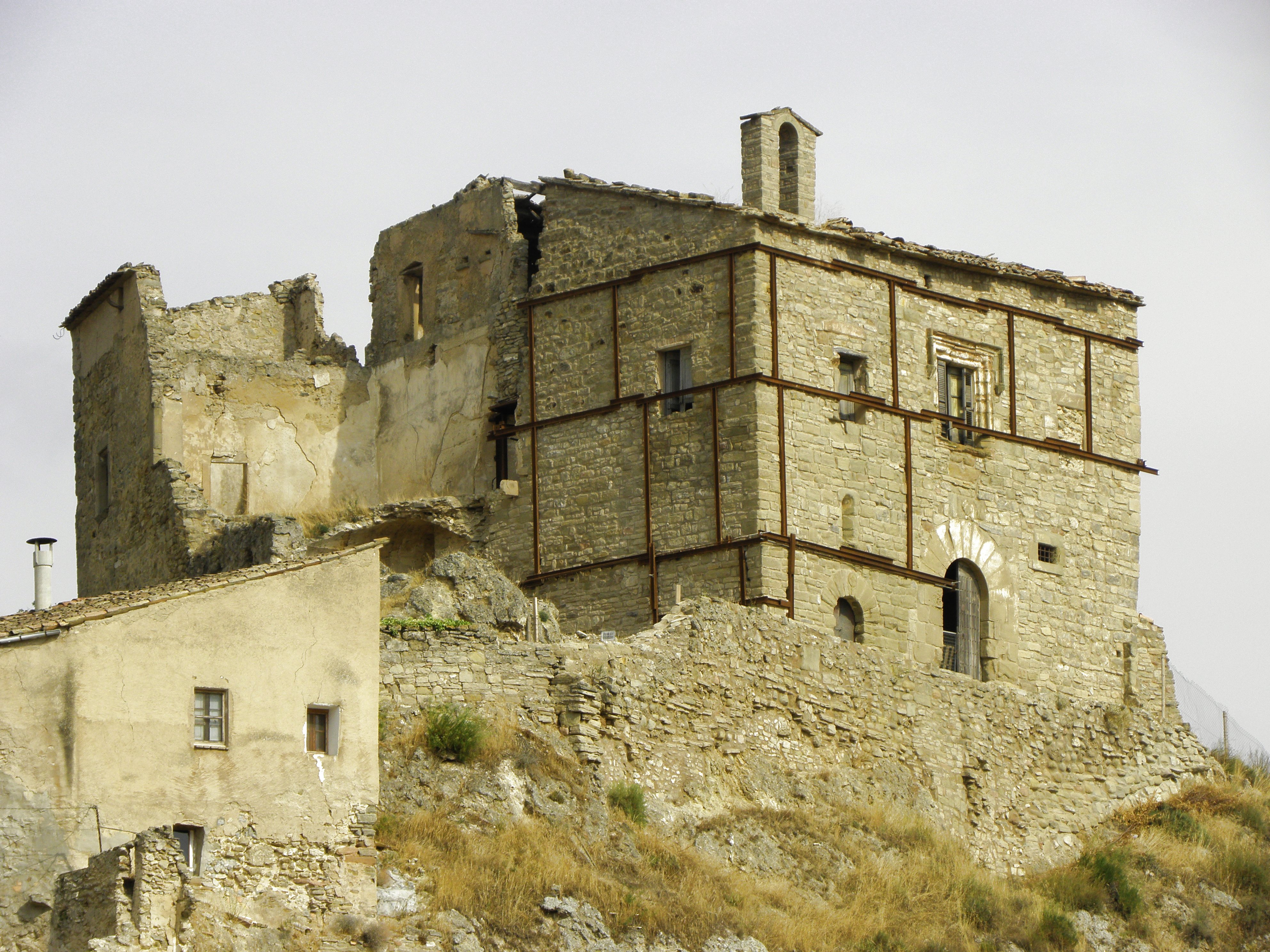
Les façanes sud i oest abans de la restauració
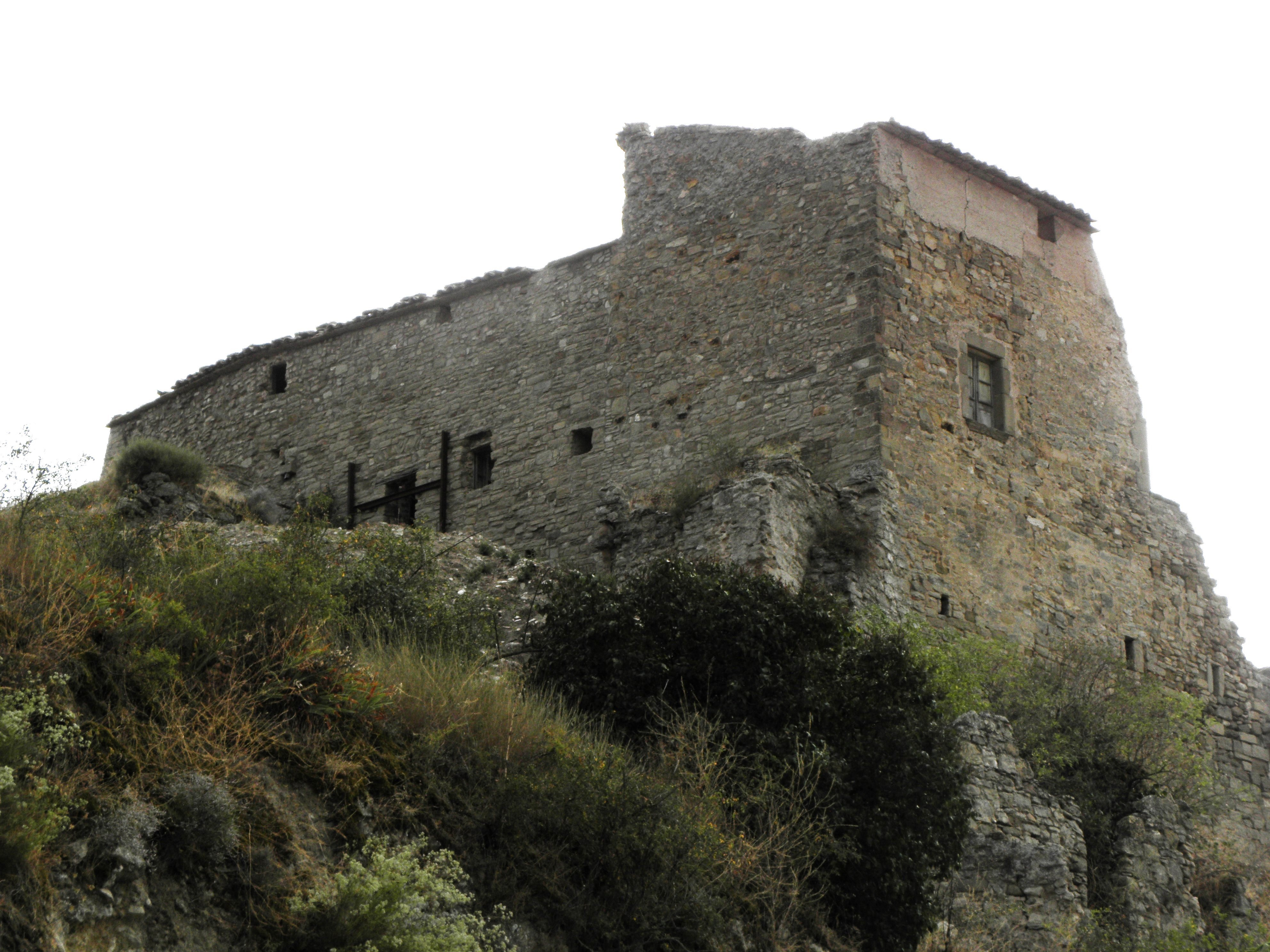
Les façanes est i nord abans de la restauració
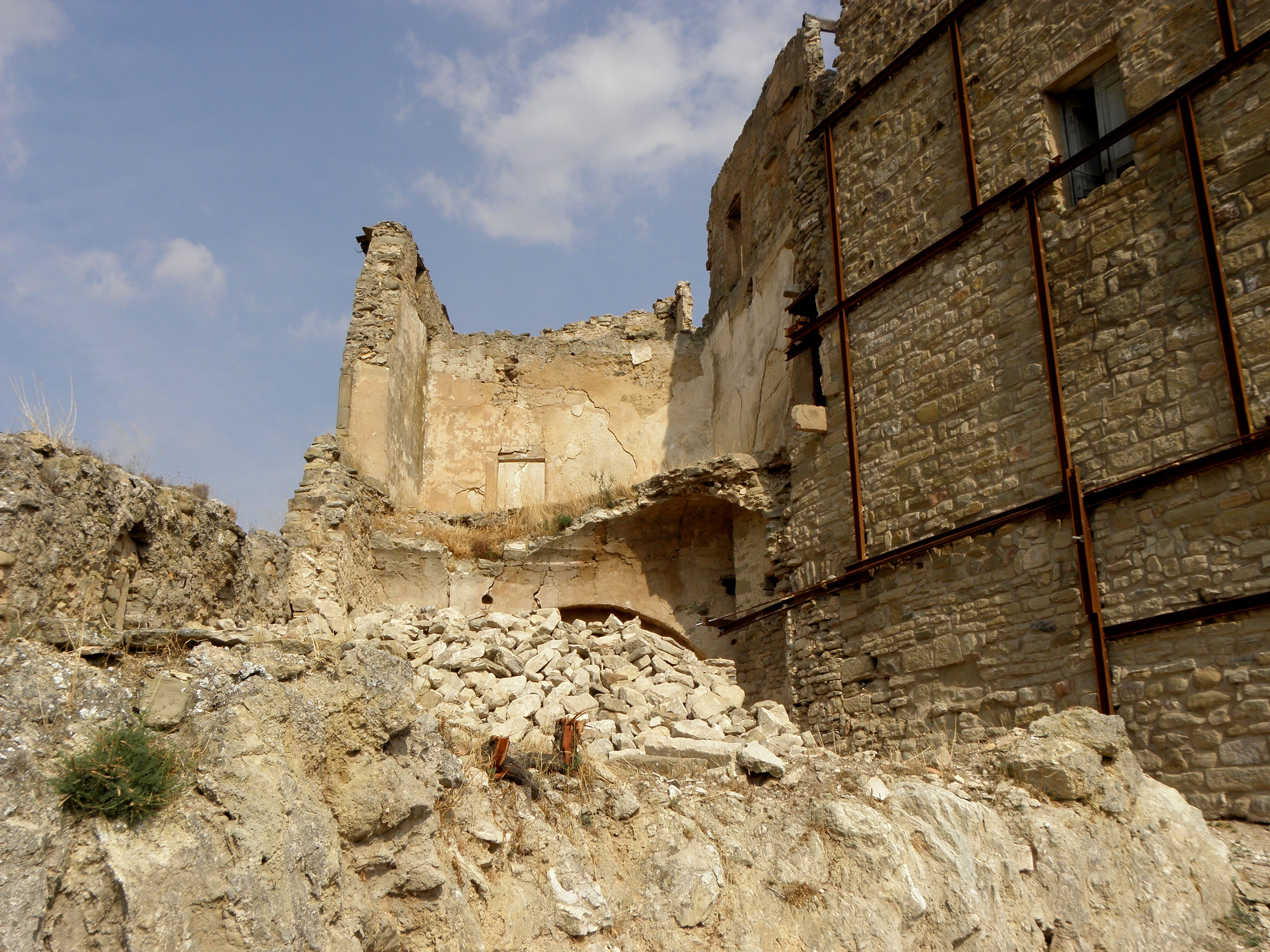
El sector enrunat del castell abans de ser restaurat
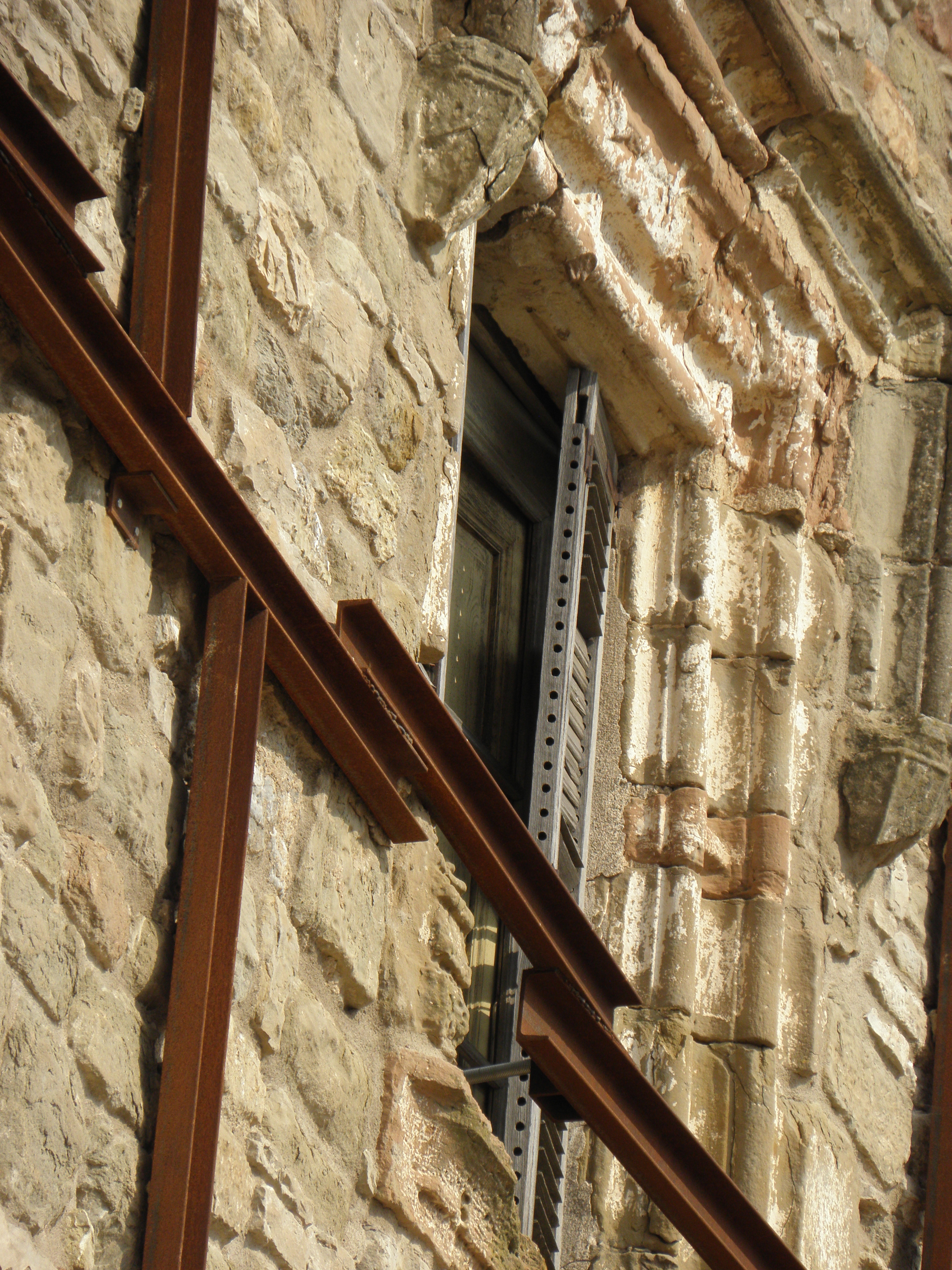
El finestral de damunt del portal del castell abans de ser restaurat